# İbrahim Akdağ
İbrahim Akdağ (Fatih, 21 luglio 1991) è un calciatore turco, centrocampista del Keçiörengücü.

## Carriera
Ha giocato nella prima divisione turca.

## Palmarès

### Club

#### Competizioni nazionali
- TFF 2. Lig: 1

Ümraniyespor: 2015-2016 (gruppo rosso)